# Електромагнітне екранування

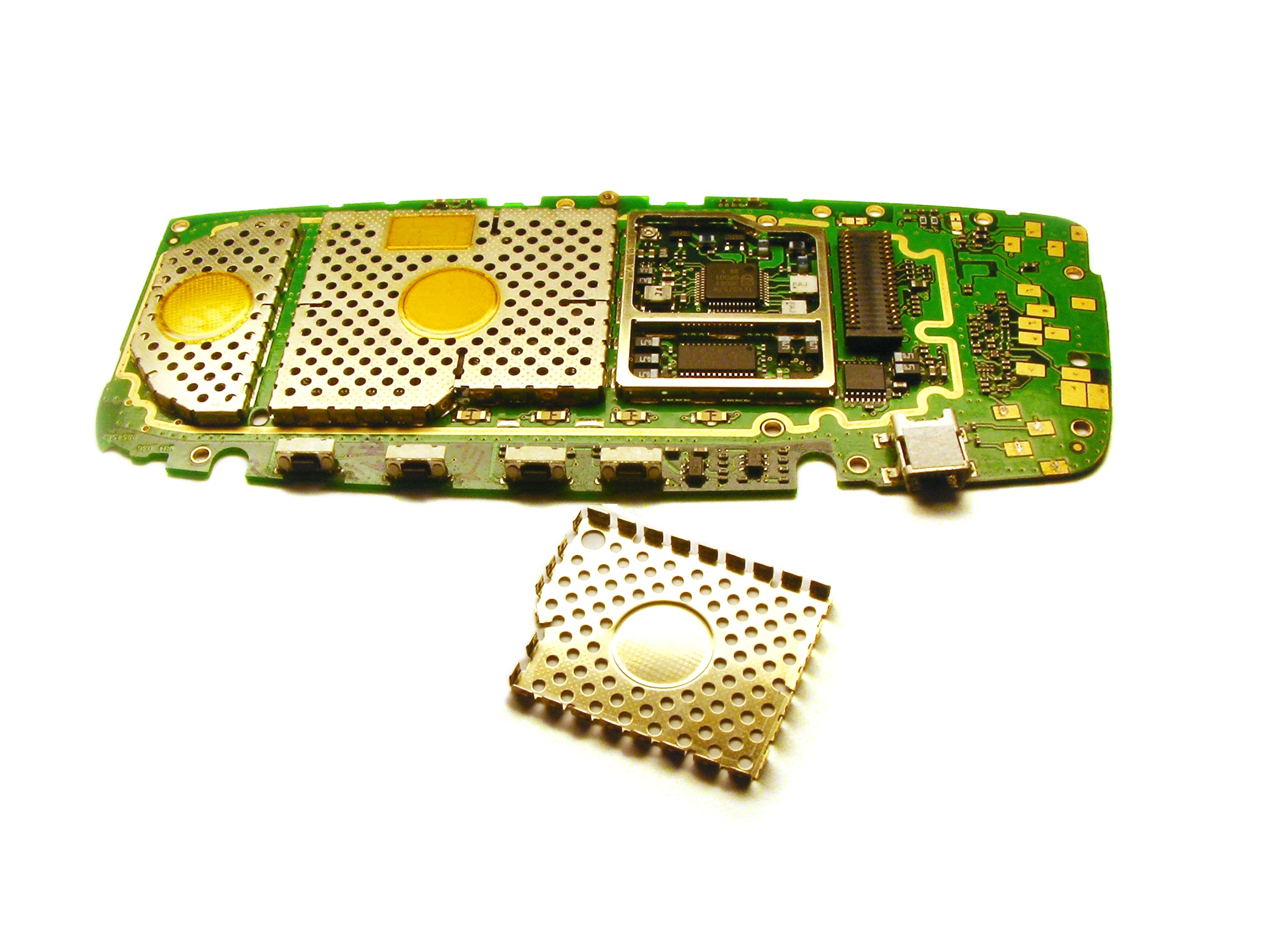
Електромагнітні екрановані комірки всередині розібраного мобільного телефону.

В електротехніці електромагнітне екранування — це практика зменшення або блокування електромагнітного поля (ЕМП) у просторі за допомогою бар'єрів із провідних або магнітних матеріалів. Зазвичай він застосовується до корпусів для ізоляції електричних пристроїв від навколишнього середовища та до кабелів для ізоляції проводів від середовища, через яке проходить кабель. Електромагнітне екранування, яке блокує радіочастотне (РЧ) електромагнітне випромінювання, також відоме як радіочастотне екранування.
Електромагнітне екранування служить для мінімізації електромагнітних перешкод. Екранування може зменшити зв'язок через радіохвилі, електромагнітні поля і електростатичні поля. Провідний корпус, який використовується для блокування електростатичних полів, також відомий як клітка Фарадея. Рівень зменшення значною мірою залежить від використовуваного матеріалу, його товщини, розміру екранованого об'єму та частоти полів, а також розміру, форми та орієнтації отворів в екрані щодо падаючого електромагнітного поля.

## Використовувані матеріали
Типові матеріали, що використовуються для електромагнітного екранування, включають листовий метал, металевий екран і металеву піну. Звичайні листові метали для екранування включають мідь, латунь, нікель, срібло, сталь і олово. Ефективність екранування, тобто те, наскільки добре екран відбиває або поглинає/пригнічує електромагнітне випромінювання, залежить від фізичних властивостей металу. Вони можуть включати провідність, здатність до спаювання, проникність, товщину та вагу. Властивості металу є важливим критерієм при виборі матеріалу. Наприклад, електрично домінуючі хвилі з домінючим електричним полем високопровідними металами, такими як мідь, срібло та латунь, тоді як хвилі з домінуючим магнітним полем поглинаються/пригнічуються менш провідним металом, таким як сталь або нержавіюча сталь. Крім того, будь-які отвори в екрані або сітці повинні бути значно меншими за довжину хвилі випромінювання, яке треба затримати, інакше корпус не буде ефективно наближатися до безперервної провідної поверхні.
Іншим широко використовуваним методом екранування, особливо для електронних товарів, розміщених у пластикових корпусах, є покриття внутрішньої частини корпусу металевим чорнилом або подібним матеріалом. Чорнило складається з матеріалу-носія, наповненого відповідним металом, як правило, міддю або нікелем, у формі дуже дрібних частинок. Воно розпилюється на корпус і після висихання утворює безперервний провідний шар металу, який можна електрично з'єднати із заземленням шасі обладнання, забезпечуючи таким чином ефективне екранування.
Електромагнітне екранування — це процес зниження електромагнітного поля в області шляхом оточення його провідним або магнітним матеріалом. Мідь використовується для радіочастотного (РЧ) екранування, оскільки вона поглинає радіо та інші електромагнітні хвилі. Правильно спроектовані та виготовлені корпуси для екранування радіочастот задовольняють більшість потреб у екрануванні радіочастот, від комп'ютерних і електричних комутаційних приміщень до лікарняних комп'ютерних томографів і МРТ.

## Приклади застосувань

Поперечний переріз коаксіального кабелю, що показує екранування та інші шари

Одним із прикладів є екранований кабель, який має електромагнітне екранування у вигляді дротяної сітки, що оточує внутрішній провідник. Екранування перешкоджає виходу будь-якого сигналу з жили, а також запобігає додаванню сигналів до жили. Деякі кабелі мають два окремі коаксіальні екрани, один з яких з'єднаний з обох кінців, інший — лише з одного, щоб максимально захиститися електромагнітних та електростатичних полів.
Дверцята мікрохвильової печі мають сітку, вбудовану у вікно. З точки зору мікрохвиль (з довжиною хвилі 12 см) цей екран завершує клітку Фарадея, утворену металевим корпусом духовки. Видиме світло з довжинами хвиль від 400 нм і 700 нм, легко проходить через отвори екрану.
РЧ-екранування також використовується для запобігання доступу до даних, що зберігаються на мікросхемах RFID, вбудованих у різні пристрої, наприклад біометричні паспорти.
НАТО встановлює електромагнітне екранування для комп'ютерів і клавіатур, щоб запобігти пасивному моніторингу випромінювання клавіатури, що дозволить перехопити паролі; споживчі клавіатури не пропонують такого захисту насамперед через непомірну вартість.
Радіочастотне екранування також використовується для захисту медичного та лабораторного обладнання для забезпечення захисту від сигналів перешкод, зокрема AM, FM, TV, екстрених служб, диспетчерської служби, пейджерів, ESMR, стільникового зв'язку та PCS. Воно також може використовуватися для захисту обладнання в AM-, FM- або телевізійних станціях.
Іншим прикладом практичного використання електромагнітного екранування можуть бути оборонні програми. З удосконаленням технологій зростає і сприйнятливість до різних типів шкідливих електромагнітних перешкод. Ідея укладання кабелю всередину заземленого провідного бар'єру може зменшити ці ризики.

## Як це працює
Електромагнітне випромінювання складається із зв'язаних електричного та магнітного полів. Електричне поле створює сили на носіях заряду (тобто електронах) усередині провідника. Як тільки електричне поле прикладається до поверхні ідеального провідника, воно індукує струм, який викликає зміщення заряду всередині провідника, що скасовує прикладене поле всередині, після чого струм припиняється. Додаткові пояснення дивіться в статті про клітку Фарадея.
Подібним чином змінні магнітні поля створюють вихрові струми, які гасять прикладене магнітне поле. (Провідник не реагує на статичні магнітні поля, якщо провідник не рухається відносно магнітного поля.) В результаті електромагнітне випромінювання відбивається від поверхні провідника: внутрішні поля залишаються всередині, а зовнішні поля залишаються зовні.
Кілька факторів обмежують здатність екранування справжніх радіочастотних екранів. Одна полягає в тому, що через електричний опір провідника збуджене поле не скасовує повністю падаюче поле. Крім того, більшість провідників виявляють феромагнітну реакцію на низькочастотні магнітні поля[джерело?], так що такі поля не повністю послаблюються провідником. Будь-які отвори в екрані змушують струм текти навколо них, так що поля, що проходять через отвори, не збуджують протилежні електромагнітні поля. Ці ефекти зменшують здатність екрана відбивати поле.
У випадку високочастотного електромагнітного випромінювання вищезгадані уточнення займають кількість часу, яку не можна ігнорувати, але будь-яка така енергія випромінювання, якщо вона не відбивається, поглинається верхнім шаром (якщо він не дуже тонкий), тому в цьому випадку всередині також немає електромагнітного поля. Це один із аспектів більшого явища, яке називається скін-ефектом. Мірою глибини, на яку випромінювання може проникати через екран, є так звана глибина скін-шару.

## Магнітне екранування
Іноді обладнання вимагає ізоляції від зовнішніх магнітних полів. Для статичних або повільно змінних магнітних полів (нижче приблизно 100 кГц) описане вище екранування Фарадея неефективне. У цих випадках можна використовувати екрани з металевих сплавів з високою магнітною проникністю, таких як листи пермалою та мю-металу або з нанокристалічної зернистою структурою феромагнітних металевих покриттів. Ці матеріали не блокують магнітне поле, як у випадку з електричним екрануванням, а радше втягують поле в себе, забезпечуючи шлях для ліній магнітного поля навколо екранованого об'єму. Таким чином, найкращою формою для магнітних екранів є закритий контейнер, що оточує екранований об'єм. Ефективність цього типу екранування залежить від проникності матеріалу, яка зазвичай падає як при дуже низькій напруженості магнітного поля, так і при високій напруженості поля, коли матеріал стає насиченим. Тому для досягнення низьких залишкових полів магнітні екрани часто складаються з кількох корпусів один в одному, кожен з яких послідовно зменшує поле всередині нього. Вхідні отвори в екрануючих поверхнях можуть значно погіршити їх ефективність.
Через наведені вище обмеження пасивного екранування альтернативою, що використовується зі статичними або низькочастотними полями, є активне екранування; воно використовує поле, створене електромагнітами, щоб скомпенсувати навколишнє поле в об'ємі. Соленоїди та котушки Гельмгольца — це типи котушок, які можна використовувати для цієї мети, а також більш складні структури дротів, розроблені з використанням методів, адаптованих до методів, що використовуються в конструкції котушок для магнітно-резонансної томографії. Активні екрани також можуть бути розроблені з урахуванням електромагнітного зв'язку з пасивними екранами, що називаються гібридним екрануванням, таким чином, щоб було широкосмугове екранування від пасивного екрана та додаткове послаблення окремих компонентів за допомогою активної системи.
Крім того, надпровідні матеріали можуть витісняти магнітні поля за допомогою ефекту Мейснера.

## Математична модель
Припустимо, що ми маємо сферичну оболонку з (лінійного та ізотропного) діамагнітного матеріалу з відносною проникністю {\displaystyle \mu _{\text{r}}}, з внутрішнім радіусом {\displaystyle a} і зовнішній радіус {\displaystyle b}. Потім ми поміщаємо цей об'єкт у постійне магнітне поле:{\displaystyle \mathbf {H} _{0}=H_{0}{\hat {\mathbf {z} }}=H_{0}\cos(\theta ){\hat {\mathbf {r} }}-H_{0}\sin(\theta ){\hat {\boldsymbol {\theta }}}}Оскільки в цій задачі немає струмів, крім можливих зв'язаних струмів на межах діамагнітного матеріалу, ми можемо визначити магнітний скалярний потенціал, який задовольняє рівнянню Лапласа:{\displaystyle {\begin{aligned}\mathbf {H} &=-\nabla \Phi _{M}\\\nabla ^{2}\Phi _{M}&=0\end{aligned}}}де{\displaystyle \mathbf {B} =\mu _{\text{r}}\mathbf {H} }У цій конкретній задачі існує азимутальна симетрія, тому ми можемо записати, що розв'язок рівняння Лапласа в сферичних координатах є:{\displaystyle \Phi _{M}=\sum _{\ell =0}^{\infty }\left(A_{\ell }r^{\ell }+{\frac {B_{\ell }}{r^{\ell +1}}}\right)P_{\ell }(\cos \theta )}Після узгодження граничних умов{\displaystyle {\begin{aligned}\left(\mathbf {H} _{2}-\mathbf {H} _{1}\right)\times {\hat {\mathbf {n} }}&=0\\\left(\mathbf {B} _{2}-\mathbf {B} _{1}\right)\cdot {\hat {\mathbf {n} }}&=0\end{aligned}}}на межі (де {\displaystyle {\hat {n}}} є одиничним вектором, нормальним до поверхні, спрямованим зі сторони 1 на сторону 2), то ми знаходимо, що магнітне поле всередині порожнини сферичної оболонки дорівнює:{\displaystyle \mathbf {H} _{\text{in}}=\eta \mathbf {H} _{0}}де {\displaystyle \eta } це коефіцієнт ослаблення, який залежить від товщини діамагнітного матеріалу та магнітної проникності матеріалу:{\displaystyle \eta ={\frac {9\mu _{\text{r}}}{\left(2\mu _{\text{r}}+1\right)\left(\mu _{\text{r}}+2\right)-2\left({\frac {a}{b}}\right)^{3}\left(\mu _{\text{r}}-1\right)^{2}}}}Цей коефіцієнт описує ефективність цього матеріалу в екрануванні від зовнішнього магнітного поля порожнини, яку він оточує. Зауважте, що цей коефіцієнт належним чином дорівнює 1 (без екранування) у межах цього {\displaystyle \mu _{\text{r}}\to 1} . В межі того {\displaystyle \mu _{\text{r}}\to \infty } цей коефіцієнт дорівнює 0 (ідеальне екранування). Коли {\displaystyle \mu _{\text{r}}\gg 1}, то коефіцієнт ослаблення набуває більш простого вигляду:{\displaystyle \eta ={\frac {9}{2\left(1-{\frac {a^{3}}{b^{3}}}\right)\mu _{\text{r}}}}}який показує, що магнітне поле зменшується як {\displaystyle \mu _{\text{r}}^{-1}}.